# Whitbread Round the World Race 1997-98
La Whitbread Round the World Race 1997-98 fue la séptima edición de la vuelta al mundo a vela.
Fue la última edición patrocinada por Whitbread, ya que en la siguiente edición comenzó el patrocinio de Volvo.
Se disputó con yates de la clase Whitbread 60 (W60) y constó de 9 etapas, siendo también la última vez en que comenzó y acabó en el Reino Unido.
El vencedor fue el "EF Language" patroneado por el estadounidense Paul Cayard.

## Etapas
| Etapa | Salida                          | Llegada                         | Vencedor       |
| ----- | ------------------------------- | ------------------------------- | -------------- |
| 1     | Southampton, Reino Unido        | Ciudad del Cabo, Sudáfrica      | EF Language    |
| 2     | Ciudad del Cabo, Sudáfrica      | Fremantle, Australia            | Swedish Match  |
| 3     | Fremantle, Australia            | Sídney, Australia               | EF Language    |
| 4     | Sídney, Australia               | Auckland, Nueva Zelanda         | Merit Cup      |
| 5     | Auckland, Nueva Zelanda         | São Sebastião, Brasil           | EF Language    |
| 6     | São Sebastião, Brasil           | Fort Lauderdale, Estados Unidos | Silk Cut       |
| 7     | Fort Lauderdale, Estados Unidos | Baltimore, Estados Unidos       | Brunel Sunergy |
| 8     | Annapolis, Estados Unidos       | La Rochelle, Francia            | Toshiba        |
| 9     | La Rochelle, Francia            | Southampton, Reino Unido        | Merit Cup      |

## Clasificación final
| Puesto | Yate                | Patrón                          | Puntos |
| ------ | ------------------- | ------------------------------- | ------ |
| 1      | EF Language         | Paul Cayard                     | 836    |
| 2      | Merit Cup           | Grant Dalton                    | 698    |
| 3      | Swedish Match       | Gunnar Krantz                   | 689    |
| 4      | Innovation Kvaerner | Knut Frostad                    | 633    |
| 5      | Silk Cut            | Lawrie Smith                    | 630    |
| 6      | Chessie Racing      | George Collins/ John Kostecki   | 613    |
| 7      | Toshiba             | Dennis Conner/ Paul Standbridge | 528    |
| 8      | Brunel Sunergy      | Hans Bouscholte/ Roy Heiner     | 415    |
| 9      | EF Éducation        | Christine Guillou               | 275    |
| DNF    | America's Challenge | Ross Field                      | 58     |